# 水泥

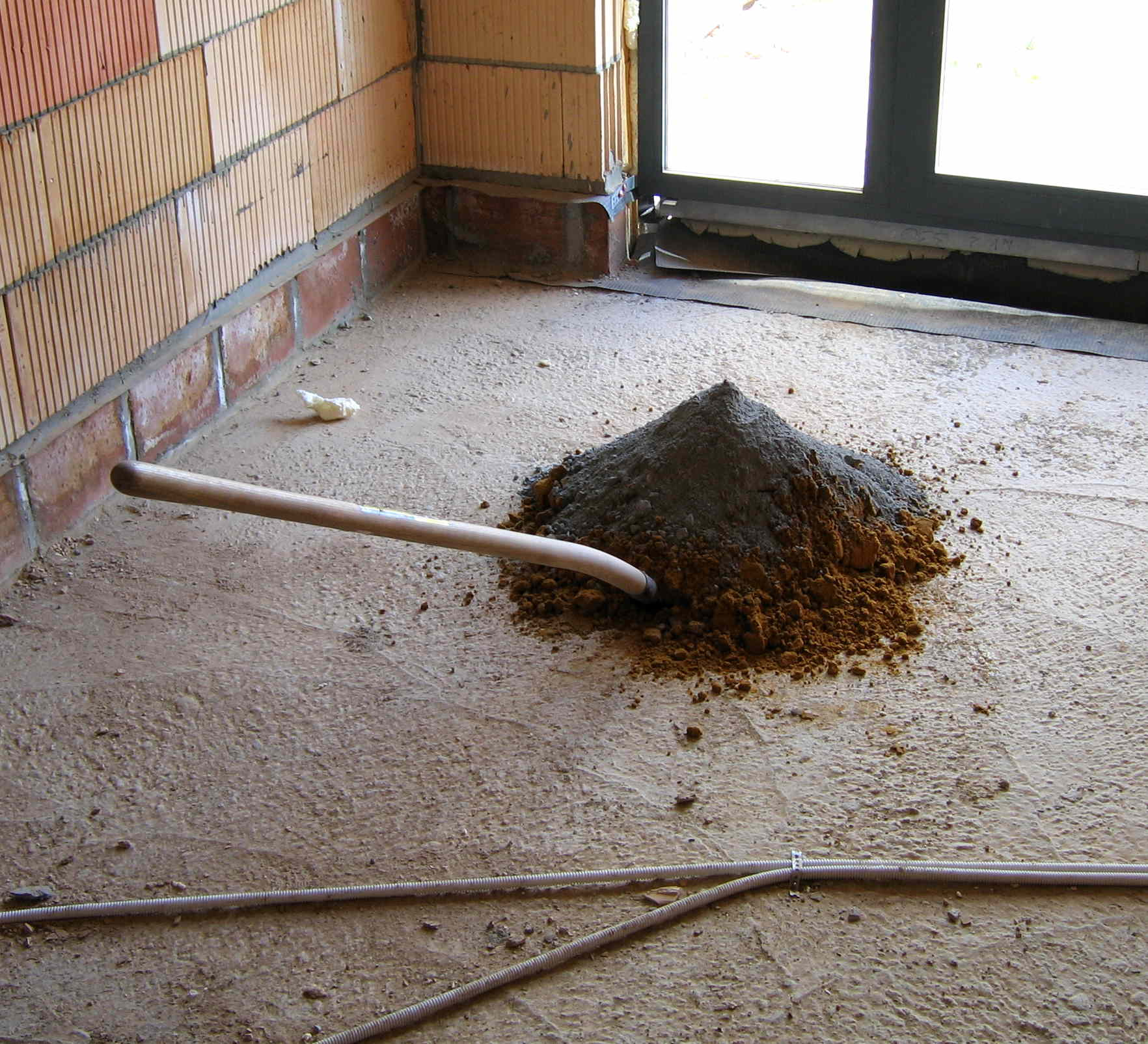
水泥

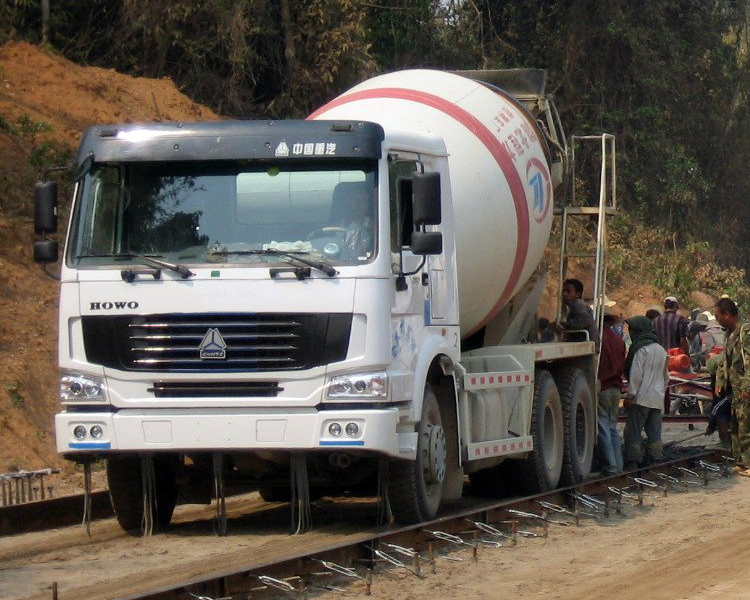
預拌混凝土車

水泥 是一種建築材料，與水混合後會凝固硬化。水泥不常單獨使用，而是用來與沙、礫（骨料）接合。水泥與細緻的骨料混合後形成砂漿（用來接合磚塊），水泥與沙礫混合後形成混凝土。
水泥通常是無機的，主原料為石灰或矽酸鈣。
水泥的種類繁多，按其礦物组成分為硅酸盐水泥、铝酸盐水泥、硫鋁酸盐水泥、氟铝酸盐水泥、铁铝酸盐水泥以及少熟料或无熟料水泥等。而按其用途和性能又分为通用水泥、专用水泥和特种水泥三大类。
在每一品种的水泥中，又根据其胶结强度的大小，而分为若干强度等级。不同的水泥品种及强度等级，其性能也有较大差异。

## 歷史
水泥的英文「cement」由拉丁文「caementum」演變而來，意指「碎石」。水泥的歷史可追溯到古羅馬時代，古羅馬人在建築時，會把石灰和火山灰混合起來成為建築原料，这是水泥的起源。
1796年英國人詹姆士·帕加（James Parker）用泥灰岩燒制一種棕色水泥，稱「羅馬水泥」。1824年英國人約瑟·阿斯普丁（Joseph Aspdin）用石灰石和粘土燒製成水泥，命名為波特蘭水泥，並取得專利權。波特蘭水泥日後在水泥中取得絕對地位。
隨著對建築的要求越來越高，波特蘭水泥不斷改進，水泥種類已發展到100,000多種。
水泥早期也被叫做“士敏土”，是水泥的英文單詞“cement”的音譯。蘇聯作家寫的長篇小說《水泥》被魯迅推介給中國讀者，這部小說當時被譯為《士敏土》，“士敏土”就是水泥的音譯。國共內戰前的中國除了稱呼水泥為“士敏土”外，吴语還音译作“水門汀”。而作为外來物品當時与本地的灰土相比较，北方官话廣泛使用的名称是“洋灰”，粵語、闽南语、客家語等则称其为“红毛灰”、“红毛土”或“红毛泥”，香港就稱之為“英泥”。另外因波特蘭水泥这一品种最为常见，“波特兰”或“卜特蘭”也常作为代称。

## 種類
- 氧氯水泥：以煅燒氧化锌钙特和氯化鎂製成。混合多種填充料，常用於粉飾外牆及地板。
- 硫水泥：由黏土或其他具黏著力之非溶性物質製成，通常會另加入硫、金屬氧化物、二氧化矽或碳。可用於高溫的塗層或覆蓋物，也可用來密封縫隙和接合處[1]。
- 高鋁水泥：混合鋁礬土製成，含有高比例氧化鋁。其價值在於能快速定型與高強度屬性比较。
- 瀝青水泥：由石油煉製而成，除了瀝青中天然存有的礦物之外，煉製程度要到沒有水或雜質為止。瀝青水泥中灰的含量少於百分之一[2]。

### 水硬性水泥
水硬性水泥與水作用後會形成不會在水中分解的固體，可達到膠結作用，如：
- 波特蘭水泥
- 脹性水泥：與水混合時會形成膏狀，定型後體積會增大，比起波特蘭水泥泥膏膨脹的程度大得多。用來彌補因收縮造成的體積變小，或用來增加鋼筋的抗張壓力。
- 熔渣水泥：以高爐熔渣顆粒和熟石灰共同磨碎而製成。
- 鎂氧水泥：氧化鎂與水的混合物，通常會另外加入石制灰有机纖維。用來遮蓋如蒸氣管及熔爐之類的物體[3]。
- 日本水泥：用來建造雕塑的水泥。

### 非水硬性水泥
- 石灰膏
- 石制灰

## 生產過程

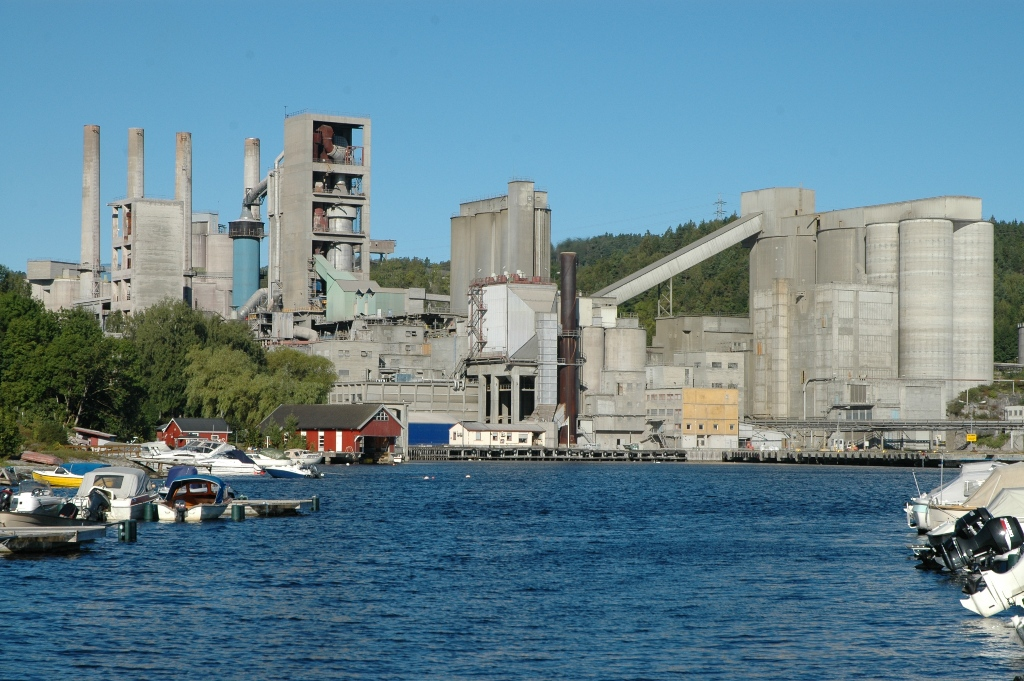
水泥廠

水泥的生产，一般可分生料磨制、煅烧和水泥制成等三个工序。
生料磨制即石灰石和黏土等原料，進行磨机磨细之工序；煅烧即把已加工之原料放入窑；燒完後再經過粉磨，就成為水泥。

### 熟料
熟料是水泥制作过程中的一个中间产品，其原料主要是石灰石和黏土。石灰石、黏土等材料经过高温煅烧，形成颗粒状的小圆球即为水泥熟料。
天然水泥的製造方法：
將純石灰石（碳酸鈣）長時間加熱，以除去其中所含有的二氧化碳產生氧化鈣，其可在水中快速的溶解並放出大量熱，且形成了在水中不固化的氫氧化鈣，最後和空氣中的二氧化碳結合成碳酸鈣。像這種石灰石經過鍛燒後，得到其中含20~35%的矽土和礬土的產物，即稱為天然水泥。如果石灰石含有百分之二十五的黏土物質時，其經過鍛燒後會形成不在水中分解且含有10~20%的矽土和礬土的產物，便稱為水硬性石灰。
鋁質水泥的製造：
鋁質水泥是一種具抗硫酸鹽特性且可快速硬化的水泥。鋁質水泥是由石灰石和鐵礬土混合物的鍛燒，直到其熔解的產物。它快速硬化的性質，使得它特別適合於交通量頻繁的道路修護。它的抗鹽性也使得其可在曝曬於冰雪的道路使用。
波特蘭水泥的製造：
它是水硬水泥的一種類型，而非品牌之名稱。凡是由燒結物質所製得的水泥即為波特蘭水泥。波特蘭水泥的原料，基本上是含石灰的物質，如石灰石和泥灰、白堊石等，及含黏土的物質，如泥土、頁岩和火山岩等。其成份的組成濃度必須非常精確，有時亦加入其他珍貴石類。
製作過程中，先引爆山上的石塊以取得石灰塊，然後將其打破、粉碎成精細的粉末。再和頁岩、黏土或其他物質充分混合。此混合步驟可在採石場中進行。在乾式的過程中所有的粉碎和混雜都是用乾式的材料來做，最後的混合物是在碾碎機中完成的。接著在濕式過程中，最後的磨碎過程是在水泥漿中進行，混合物的製作是在磨碎機也在大桶中進行。在此兩大過程中，最主要在控制最後供給燒爐的物件。泥漿被放入燒爐鍛燒後，水份會先被蒸發掉。一些化合物在燃燒過程中會液化成各種圓形物，此即為波特蘭水泥熔塊。添料由燒爐的尾端進入冷卻器中，再與石膏一起被磨成細粉狀，即得波特蘭水泥。

## 除英泥方法

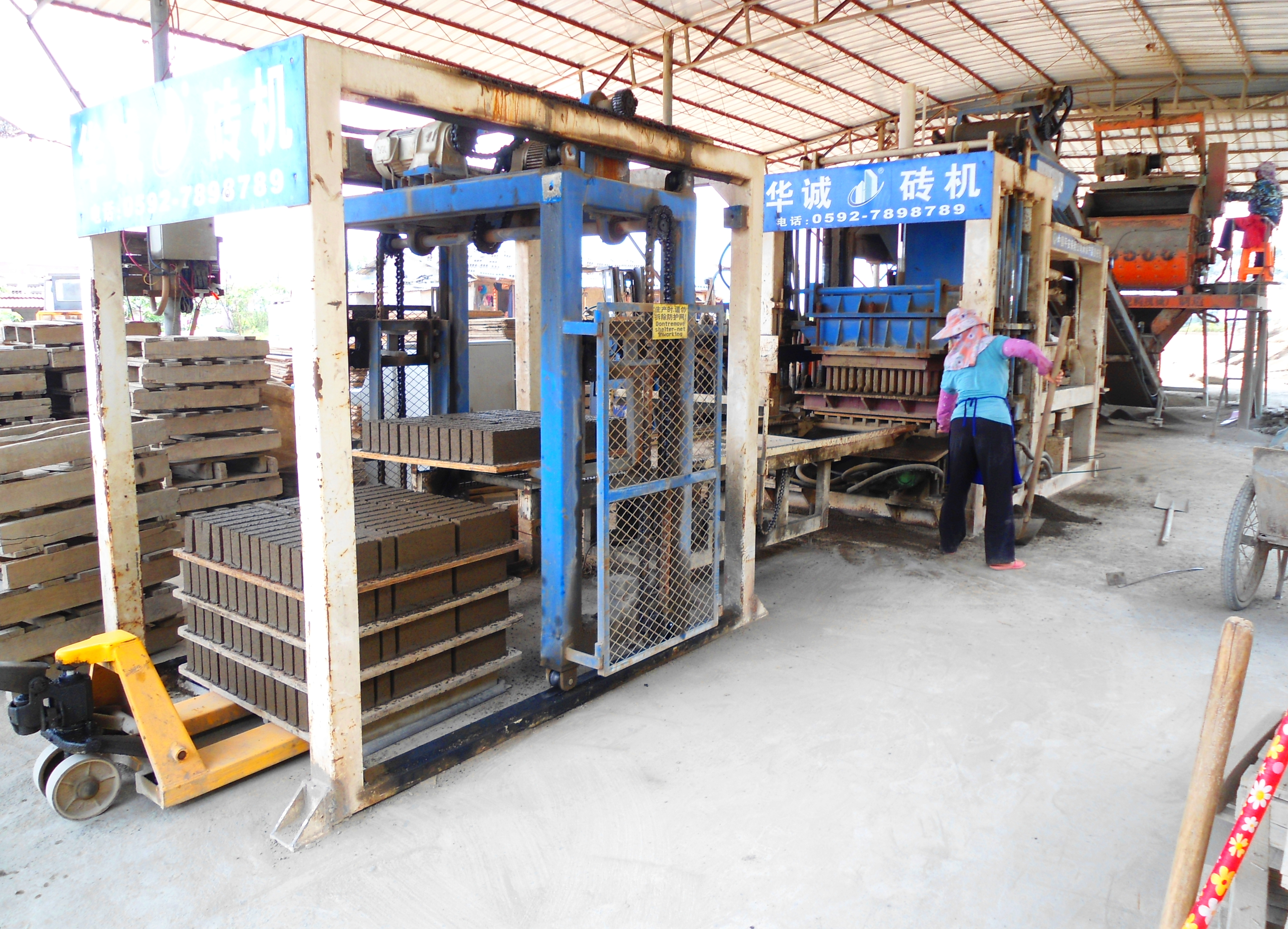
海南島的水泥磚廠

要去除紅毛泥、水泥及英泥漬，一般清潔劑是不可能的，因為一般家居清潔劑都是屬鹼性的清潔劑，僅能消除油污、灰塵及普通污垢。而紅毛泥、水泥及英泥是一種弱鹼性物質，所以必需使用帶酸性的洗滌劑才能把英泥漬去除。然而利用強酸或鏹水可以洗去部分英泥漬，但是，原料使用時不方便、滲透力差並且危險，控制不佳時，可能將地板或磚面的光澤連英泥一並洗去。市面上有些酸性比較溫和及專門針對英泥漬的除英泥漬劑可供使用。

## 產品
一般水泥廠的包裝使用袋裝、太空包袋與散裝，也有廠商使用粉煤灰、煤渣、煤矸石、尾礦渣、化工渣或天然砂、海塗泥等一種或數種原料使用水泥為凝固劑，製作為水泥磚；或將水泥和砂、石混合倒入瓦片模型製作為水泥瓦。

## 用法与固化机制
水泥的主要用于混凝土制作。混凝土是水泥、砂和骨料的混合物，通过水泥的固化机制形成坚固的结构。水泥在建筑领域有广泛的应用，包括建造房屋、桥梁、道路等基础设施。

### 用法
- 混凝土製作：主要用於混凝土的製備，通過與砂和骨料的混合，形成堅固的建築材料。
- 修補與翻新：用於修補破損的建築表面，進行建築翻新和維護工作。
- 砌築：作為粘結劑，用於磚、砌塊等建築材料的粘結。
- 地基加固：在地基工程中使用以加固土壤，提高地基的穩定性。

### 固化机制
水泥与水发生水化反应，产生水化产物，使混凝土逐渐硬化。水泥中的硅酸盐与水发生反应，形成硅酸盐凝胶，增强混凝土的强度。钙矾石晶体在水泥中逐渐生长，促使混凝土逐渐固化和硬化。

## 工業廢棄物回收
水泥業的製作過程可以使用生活與工業廢棄物作為水泥製程的原料與燃料，電子業的廢光阻液、異丙醇及廢溶劑，以及汽車業的廢輪胎碎片，可以作為輔助燃料，另外也將氟化鈣汙泥、有機汙泥、無機汙泥、淨水汙泥、電廠煤灰、底灰、化鐵爐爐渣、焚化爐底渣、廢鑄砂、廢熱煤油、工程廢棄物、泥燃劑、碳酸鈣廢料、廢壓模膠、脫硫石膏、煉鋼礦泥、煉鋼轉爐石、廢棄土、石材汙泥、鋁渣等廢棄物運用於水泥業生產，在台灣2014年的水泥業產量為12,340,220公噸，共回收事業廢棄物1,352,128公斤，平均每公噸水泥回收109公斤事業廢棄物。

### 法律與監管
「日本政府在《建築基準法》中明文規定混凝土摻入氧化渣與還原渣後，不得用在建築工程。」

## 世界水泥工业
2006年，据估计，中国生产了12.35亿吨水泥，占世界水泥总产量的44%。“受建筑支出缓慢但健康增长的推动，中国对水泥的需求预计将每年增长5.4%，2008年将超过10亿吨。中国的水泥消费量将占全球需求的44%，中国将在很大程度上保持全球最大的水泥消费国地位。”
2010年，全球消耗了33亿吨水泥。其中，中国占18亿吨.。

## 外部連結
- 焚化爐底渣轉身「再生混凝土」入侵農田，重金屬嚴重超標，環團：環保署大開後門 （页面存档备份，存于）